# 17-й механизированный корпус
17-й механизированный корпус — воинское соединение Вооружённых сил СССР во время Великой Отечественной войны.
Формирование корпуса начато в Белорусском военном округе в начале 1941 года. 26 июня 1941, не окончив формирования, корпус был уничтожен наступающими немецкими частями.

## Состав
Формировался по штату механизированный корпуса в составе:
- управление
- 27-я танковая дивизия (полковник А. О. Ахманов; Новогрудок)
- 36-я танковая дивизия (полковник С. З. Мирошников; Несвиж)
- 209-я моторизованная дивизия (полковник А. И. Муравьёв; Ивье)
- 22-й мотоциклетный батальон
- 532-й отдельный батальон связи
- 80-й отдельный моторизованный инженерный батальон
- 381-я полевая касса Госбанка

|                              | БТ-2 | БТ-5 | БТ-7 | Т-26 | ХТ | Всего | БА-20 | БА-10 | Всего |
| ---------------------------- | ---- | ---- | ---- | ---- | -- | ----- | ----- | ----- | ----- |
| Управление                   |      |      |      |      |    |       |       |       |       |
| 27-я танковая дивизия        | 2    | 16/1 | 9    |      |    | 27/1  | 3     | 10    | 13    |
| 36-я танковая дивизия        |      |      |      | 45   | 1  | 46*   | 2     | 12    | 14    |
| 209-я моторизованная дивизия |      |      |      |      | 1  | 1     |       | 11    | 11    |
| Всего                        | 2    | 16/1 | 9    | 45   | 2  | 74/1  | 5     | 33    | 38    |

*Танки должны были быть переданы в 11-й мехкорпус. 30 из них оставлены в пункте дислокации. При выдвижении к линии фронта командир 209-й мд включил их в состав своей дивизии.

## Гибель

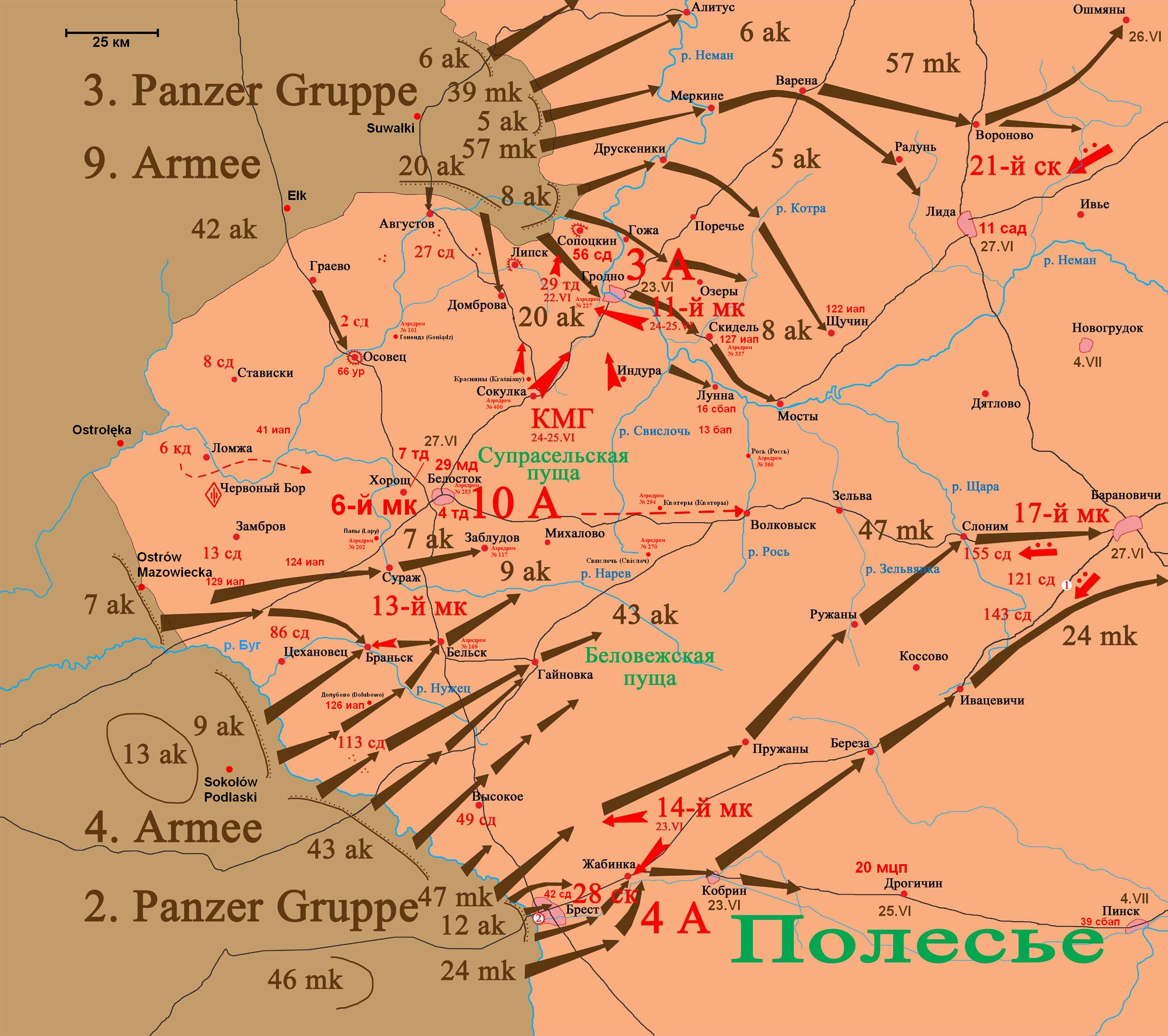
Бои на Белостокском выступе 22—25 июня 1941

В составе действующей армии с 22 июня 1941 по 1 августа 1941 года.
С учётом незаконченности формирования, штаб Западного фронта никаких боевых задач корпусу не ставил, однако с приближением противника к Барановичам, командующий 4-й армии генерал-майор А. А. Коробков все же решил задействовать наличные силы в обороне. 26 июня практически невооружённые и не имевшие управления части корпуса были рассеяны наступающими силам (2-я танковая группа группы армий «Центр»)

## Командование
- генерал-майор М. П. Петров